# Christian Davies

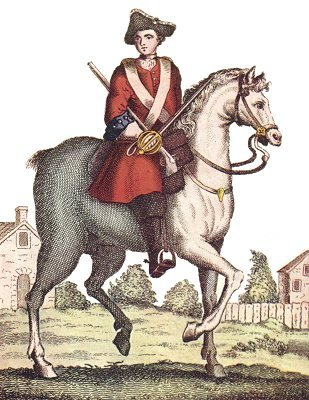
Kit Cavanagh, 1706

Christian Davies (* 1667 in Dublin; † 7. Juli 1739 in London), geboren als Christian Cavanagh auch bekannt als Kit Cavanagh oder Mother Ross war eine irische Frau, die 1693 als Mann verkleidet in die britische Armee eintrat, um ihren Ehemann zu suchen.

## Leben
Christian „Kit“ Cavanagh wurde 1667 in Dublin, geboren. Im Laufe ihres Lebens trug sie unterschiedliche Namen: Welsh, Welch, Ross, Jones und Davies. Sie war die Tochter eines Brauers. Ihre Eltern waren Protestanten, dennoch unterstützten sie König Jakob II. Ihr Vater kämpfte in der Armee der Jakobiten in der Kampagne in Irland und starb nach der Schlacht von Aughrim. Der Besitz der Familie wurde aufgrund ihres Einsatzes für die Jakobiten konfisziert.
Als Teenager ließ sie sich mit einem Verwandten ihrer Mutter ein. Ihre Mutter konnte sich nicht um sie kümmern, einige Berichte besagen, dass sie vor ihrer Mutter geflohen wäre. Später lebte sie bei ihrer Tante, die in Dublin ein Wirtshaus leitete. Dort lernte sie Richard Welsh, einen Diener ihrer Tante (in einige Quellen wird er Richard Walsh genannt) kennen und heiratete ihn. Nach dem Tod ihrer Tante erbte sie die Kneipe. Trotz ihrer relativen Jugend führte sie die Kneipe als ihre eigene, wobei Richard einer der Kellner war. Sie hatten zwei Kinder und sie war mit einem dritten schwanger, als Richard 1691 plötzlich verschwand.

## In der Armee

### Infanterist
Unter ungeklärten Umständen landete ihr Mann in der britischen Armee. Einige Quellen sagen, er meldete sich freiwillig, während andere sagen, er wäre in die Armee gepresst worden. Er versuchte ihr zu schreiben, um sie über seine Situation zu informieren. Einer der Briefe erreichte sie, in dem ihr mitgeteilt wurde, dass er in der britischen Armee in Holland diene. Weil sie ihren Ehemann nicht einfach verlieren wollte, gab Cavanagh ihre Kinder in die Obhut ihrer Mutter, schnitt sich die Haare und kleidete sich als Mann, um sich der britischen Armee anzuschließen, um so ihren verlorenen Ehemann zu finden.
Sie schloss sich unter dem Namen Christopher Welch Captain Tichborne’s Company of Foot an. Als Infanteristin kämpfte sie in der Schlacht bei Neerwinden. Dort wurde sie verwundet und von den Franzosen gefangen genommen. 1694 wurde sie ausgetauscht und der britischen Armee zurückgegeben, die ihr wahres Geschlecht noch nicht kannte. Sie setzte ihren Militärdienst in der britischen Armee fort und suchte immer noch nach ihrem Ehemann. Sie blieb Mitglied von Tichbornes Kompanie, bis sie in einen Streit mit einem Sergeant der Kompanie verwickelt wurde, den sie in einem Duell um eine Frau tötete. Nach dem Duell und möglicherweise als Folge davon durfte Welch aus der Armee entlassen werden.

### Dragoner
Kurz nachdem sie aus der Armee entlassen worden war, trat sie im Jahr 1697 erneut ein, dieses Mal als Dragoner beim 2nd Regiment of Dragoons (Scots Greys). Dort kämpfte sie bis zum Frieden von Rijswijk. Am Ende des Krieges demobilisiert, versuchte sie ihren Ehemann noch zu finden. Immer noch auf der Suche nach ihrem Ehemann, schrieb sie sich schließlich wieder bei den Scots Greys ein, als der Spanische Erbfolgekrieg 1701 begann. Irgendwie gelang es ihr, die Tatsache zu verbergen, dass sie eine Frau war. Wie Marian Broderick bemerkte: „Erstaunlicherweise gelang ihr dies, ohne entdeckt zu werden: Sie aß mit ihnen, trank mit ihnen, schlief mit ihnen, spielte mit ihnen Karten und urinierte sogar neben ihnen, indem sie etwas benutzte, das sie als ‚Silberröhre‘ bezeichnete. Niemand war je klüger.“ Sie war so erfolgreich darin, sich als Mann auszugeben, dass eine Prostituierte behauptete, sie sei der Vater ihres Kindes. Anstatt zu beweisen, dass dies unmöglich war, zahlte Cavanagh der Frau Kindesunterhalt.
Während ihrer Zeit als Dragonerin genoss Cavanagh das Leben eines Soldaten. Sie schien besonders das Marodieren und Plündern zu genießen, das nach den Kämpfen folgte. Für eine Frau, die im Geschäft erfolgreich war, galt sie als ebenso erfolgreiche Plündererin. Im Kampf mit den Scots Greys wurde sie bei der Schlacht von Schellenberg verwundet. Nicht bereit, von der Musketenkugel, die in ihrem Oberschenkel verblieben war, ins Abseits gedrängt zu werden, war sie mit dem Regiment in der Zweiten Schlacht bei Höchstädt. Nach der Schlacht wurde sie beauftragt, französische Gefangene zu bewachen. Dort fand sie nach 13 Jahren Suche ihren Mann. Richard Welsh war damals ein Private im 1st Regiment of Foot. Einigen Berichten zufolge erkannte sie ihn, als er versuchte, eine Holländerin zu verführen. Welch behauptete, er habe ihr zahlreiche Briefe geschickt, von denen keiner sie jemals erreicht habe. Nachdem sie ihren Mann mit einer anderen Frau gefunden hatte, weigerte sie sich, zu ihm zurückzukehren, und zog es vor, ein Dragoner bei den Scots Greys zu bleiben.
Trotz ihrer Wut darüber, dass sie ihren Mann beim Fremdgehen erwischt hatte, blieben die beiden ziemlich nah beieinander. Das Paar stimmte zu, ihre Identität nicht preiszugeben, sondern sich als Brüder auszugeben. Die Täuschung funktionierte, niemand im Regiment verdächtigte sie, eine Frau zu sein, obwohl sie als der „hübsche Dragoner“ bekannt war.
Welchs Leben als Soldat ging bis 1706 und der Schlacht bei Ramillies weiter. Dort wurde sie erneut verwundet, diesmal mit einem Schädelbruch. Als der Regimentschirurg sie behandelte, entdeckte er, dass Christian Welsh tatsächlich eine Frau war. Die Nachricht von der Entdeckung verbreitete sich bald in der britischen Kavallerie-Brigade. Schließlich intervenierte ihr Brigadierkommandeur Lord John Hay und ließ Cavanaghs Ehemann vom 1st Regiment of Foot holen. Nachdem er die ganze Geschichte von Cavanagh gehört hatte, ordnete er an, dass ihre Besoldung fortgesetzt werden solle, solange sie sich noch unter der Obhut der Armee befände.

### Marketenderin
Als es ihr gut genug ging, wurde Cavanagh, die nun wieder Mrs Welsh hieß, offiziell aus den Scots Greys entlassen. Im Rahmen ihrer Entlassung bezahlten die Offiziere der Scots Greys eine neue Garderobe für Mrs Welsh. Einige Quellen haben berichtet, dass sie als Frau offen gekämpft hat; dies ist jedoch unwahrscheinlich. Sie wurde anscheinend als Ehefrau und Marketenderin weitergeführt. Nach der Schlacht von Ramillies gibt es keine Beweise dafür, dass sie weiterhin als Dragonerin diente. Ihr wurde erlaubt, bei der Armee als eine offizielle Ehefrau und Marketenderin zu bleiben.
Obwohl sie laut Berichten eine treue Ehefrau war, war der Ruf ihres Mannes das Gegenteil. Auch nach der Wiedervereinigung mit seiner Frau traf Richard Welsh weiterhin andere Frauen. Als Cavanagh entdeckte, dass eine seiner Geliebten immer noch dem Regiment folgte, griff Cavanagh die Frau an und schnitt ihr die Nase ab. Am Tag nach der Schlacht suchte sie nach der Leiche ihres Mannes und überprüfte bis zu zweihundert Leichen, bevor sie ihn fand, damit sie ihn begraben konnte.
Nach dem Tod ihres Mannes verlobte sie sich mit einem Captain Ross der Scots Greys. Danach war sie im Regiment als „Mutter Ross“ bekannt. Sie heiratete Captain Ross nie, sondern heiratete drei Monate nach der Schlacht von Malplaquet einen anderen Dragoner der Scots Greys, Hugh Jones. Jones starb 1710 bei der Belagerung von Saint-Venant.

## Rückkehr vom Kontinent
Als der spanische Erbfolgekrieg 1712 zu Ende ging, kehrte Cavanagh mit den Truppen nach Hause zurück. Wegen ihrer außergewöhnlichen Geschichte wurde sie am Hofe Queen Anne vorgestellt. Diese gewährte ihr für den Rest ihres Lebens ein Kopfgeld von 50 Pfund und eine Rente von einem Schilling pro Tag. Als sie schließlich 1713 nach Dublin zurückkehrte, heiratete sie zum dritten und letzten Mal. Ihr dritter Ehemann war wie alle anderen Soldat. Sein Name war Davis.
Sie lebte einige Jahre in Dublin und eröffnete einen neuen Pub, aber ihre Jahre in der Armee hatten sie und ihren Mann für ein sesshaftes Leben ungeeignet gemacht. Viele Jahre lang zogen sie durch England und Irland und verdienten ihren Lebensunterhalt durch eine Vielzahl von Jobs sowie durch ihren Status als Berühmtheit beim Militär. Schließlich wurde sie in das Royal Hospital Chelsea als Rentnerin aufgenommen.
Mrs Davies wurde auf ihren Wunsch mit allen militärischen Ehren zusammen mit anderen Militärpensionisten im Royal Hospital Chelsea beigesetzt.